# Chris Lowell
Christopher "Chris" Lowell (ur. 17 października 1984) – amerykański aktor telewizyjny. Grał rolę Stosha "Piz" Piznarskiego w serialu Weronika Mars. Zagrał też rolę Williama "Della" Parkera w serialu Prywatna praktyka.

## Życie prywatne
Lowell urodził się w Atlancie, w stanie Georgia. Uczęszczał do Atlanta International School, gdzie zainteresował się teatrem i filmem. Obecnie uczęszcza do University of Southern w Kalifornii.

## Kariera
W 2003 zagrał w serialu ABC Życie dramatu, jakim go znamy. Produkcja serialu została zakończona po 13 odcinkach.

W roku 2006 Lowell grał główną rolę w filmie Ukończenie, a także w krótkiej serii You Are Here. Potem dostał rolę Stosha "Piz" Piznarskiego w trzecim sezonie Weroniki Mars, obok Kristen Bell i Jasona Dohringa.
Lowell w latach 2007−2010 zagrał w serialu ABC Prywatna Praktyka, obok Kate Walsh, Audry McDonald i Tima Daly. Grał rolę recepcjonisty w Oceanside Wellness Group.
Zagrał w wyemitowanym 23 czerwca 2017 roku na platformie Netflix serialu pt. GLOW, gdzie wcielił się w rolę Sebastiana “Basha” Howarda - producenta programu o grupie kobiet walczących w lidze wrestlingowej.